# Aeroporto Internacional Rhode Island T.F. Green
O Aeroporto Internacional Rhode Island TF Green (IATA: PVD, ICAO: KPVD, FAA LID: PVD) é um aeroporto público internacional em Warwick, Rhode Island, Estados Unidos, a 6 mi (5.2 nmi; 9.7 km) ao sul da capital do estado e maior cidade de Providence. Inaugurado em 1931, o aeroporto foi nomeado em homenagem ao ex-governador de Rhode Island e senador de longa data Theodore Francis Green. Foi reconstruído em 1996, e o terminal principal renovado foi nomeado em homenagem ao ex-governador de Rhode Island, Bruce Sundlun. Foi o primeiro aeroporto estatal dos Estados Unidos.
O Plano Nacional de Sistemas Integrados de Aeroportos da Administração Federal de Aviação (FAA) para 2017–2021 classificou-o como um pequeno centro principal de serviços comerciais.
O PVD cobre uma área de 450 ha (1,111 acres) e tem duas pistas.
O Aeroporto TF Green é um aeroporto regional que atende a região da Nova Inglaterra da FAA no Plano do Sistema da FAA. O aeroporto é o maior e mais ativo aeroporto entre os seis operados pela Rhode Island Airport Corporation (RIAC).

## História
O Aeroporto TF Green foi inaugurado em 27 de setembro de 1931, como Aeroporto do Estado de Hillsgrove, atraindo o que naquela época era a maior multidão que comparecia a um evento público no país. Em 1933, o Terminal do Aeroporto Estadual de Rhode Island foi construído na Airport Road, então chamado de Occupasstuxet Road. Em 1938, o aeroporto foi renomeado em homenagem a Green, que acabara de ser eleito para o Senado dois anos antes. Na época, tinha três 910 m (3,000 ft) pistas de concreto. As Forças Aéreas do Exército dos Estados Unidos assumiram o controle de 1942 a 1945, usando-o para treinamento de voo. O diagrama de fevereiro de 1947 mostra as pistas 5, 10 e 16, todas com 1,200 m (4,000 ft) de comprimento; em abril de 1951, a pista 5 era de 1,500 m (5,000 ft) e a 5R estava em construção. Alguns anos depois, a 5R era 1,666 m (5,466 ft), que permaneceu até ser estendida para 1,971 m (6,466 ft) por volta de 1967.
O OAG de abril de 1957 mostra 26 partidas durante a semana: 11 Eastern, 10 American, quatro United e uma National. Os voos sem escalas não iam além de Boston e Newark até 1959, quando o Eastern iniciou um DC-7B sem escalas para Washington, que foi o mais longo até que o United iniciou o Cleveland em 1968 e o Chicago em 1970 e o Eastern começou em Miami em 1969 e Atlanta em 1970. Os primeiros jatos foram Mohawk BAC-111s em 1966.
O presidente Richard Nixon fez uma escala de campanha no aeroporto na noite de sexta-feira, 3 de novembro de 1972. Uma multidão de 10 000 assistiu enquanto Nixon, de pé nos degraus do Força Aérea Um, instava os eleitores a apoiar os candidatos republicanos Herbert F. DeSimone para governador e John Chafee para senador dos Estados Unidos. (Ambos perderam, embora Chafee mais tarde tenha conquistado o cargo em 1976.) O Força Aérea Um pousou novamente em TF Green em 30 de agosto de 1975, desta vez carregando o presidente Gerald Ford, a caminho de uma arrecadação de fundos em Newport. Ele foi saudado por uma multidão de cerca de 1 500 apoiadores, bem como por políticos locais, incluindo o governador Philip W. Noel, o senador John O. Pastore e o prefeito de Providence, Buddy Cianci.

### Era moderna
Para se destacar como o único aeroporto para uma área metropolitana de mais de 1,6 milhões de pessoas, um novo terminal foi construído na Post Road em 1964, substituindo o antigo terminal de 1933 ao longo da Airport Road. Em 1996, esse terminal foi substituído, expandindo para 18 portões e adicionando um nível de chegada inferior e um nível de embarque superior. Em 1997, quatro portas foram adicionadas. As companhias aéreas adicionaram voos para o Aeroporto TF Green, incluindo Air Canada, Southwest, SATA International (que operava voos para os Açores usando um A310-300), e Spirit Airlines.
Após os ataques de 11 de setembro de 2001, o Aeroporto TF Green, como a maioria dos aeroportos dos Estados Unidos, enfrentou uma redução temporária de passageiros e menos voos da American Airlines (que voava para Chicago O'Hare e Dallas/Fort Worth Airport ), Spirit e SATA. Até a finalização de 2015 da fusão entre a American Airlines e a US Airways, criando uma única transportadora licenciada sob o nome American Airlines, a área metropolitana de Providence era a maior MSA nos Estados Unidos não servida pela American Airlines ou qualquer uma de suas subsidiárias. A diminuição no serviço foi especialmente severa para o Chicago O'Hare, já que entre a United e a American diminuiu o número de assentos diários de ida de quase 1 400 para os atuais 225 assentos diários de ida. Nove voos dos serviços 727, 737, 757 e MD-80 rebaixados para o uso atual de jatos regionais. Desde que o Terminal Bruce Sundlun projetado pela HNTB foi inaugurado em 1996, o TF Green ficou mais congestionado devido ao aumento do tráfego e às mudanças de segurança pós-11 de setembro. Seguiram-se reformas, incluindo a expansão das salas de bagagem para acomodar um novo Sistema de Detecção de Explosivos em Linha (EDS) Sistema de manuseio de bagagem, pontos de verificação de triagem de segurança expandidos, mais concessões e balcões de bilhetes e expansão dos escritórios RIAC no segundo e terceiro andares.
O tráfego aumentou para 5,7 milhões de passageiros em 2005, enquanto, ao mesmo tempo, o Boston Logan estava lidando com 25 milhões de passageiros. Depois de 2005, as companhias aéreas começaram a consolidar o serviço em aeroportos maiores, retirando o serviço e reduzindo as frequências em hubs de médio e pequeno porte. Aeroportos como TF Green, Jacksonville, Bradley, etc. foram afetados. A recessão e a proximidade de Boston Logan com a área metropolitana de Providence também afetaram a TF Green, pois os números diminuíram para 3,5 milhões em 2015. Em 2017, os números cresceram quase 4 milhões de passageiros. Com a adição da Amazon Air, que inclui seus próprios Prime Jets mais DHL e Atlas Air Jets, o número de cargas aumentou para quase 44 milhões de libras. Isso aumentará com um ano inteiro de serviço da Amazon Air. A Amazon transferiu seu serviço de carga do TF Green para o Aeroporto Internacional de Bradley em 1 de agosto de 2018.
Em 2017, o aeroporto operava com 74 561 aeronaves, média de 204 por dia: 50% comercial regular, 14% táxi aéreo, 35% aviação geral e <1% militar. 33 aeronaves foram então baseadas neste aeroporto: 55% monomotor, 9% multimotor, 30% jato e 6% helicóptero.  Em 2017, a TF Green movimentou cerca de 3 937 milhões de passageiros. A principal companhia aérea com maior presença na TF Green é a Southwest, que transportou 45,07% do total de passageiros em 2017, seguida pela American com 13,65%. TF Green também movimentou mais de 19,700,000 kg (43,500,000 lb) de carga e correio em 2017.
TF Green foi novamente visitado pelo Força Aérea Um, um Boeing 747, em 25 de outubro de 2010, um Concorde operado pela British Airways em 13 de junho de 1988, e um Airbus A340 pilotado pela Iberia Airlines em 1 de junho, 2011, que transportou a seleção masculina de futebol espanhola para a partida contra a Seleção dos Estados Unidos em 4 de junho de 2011, no Gillette Stadium em Foxborough, Massachusetts. TF Green foi visitado pelo Força Aérea Um novamente em 31 de outubro de 2014, carregando o presidente Barack Obama.
De 1998 a 2013, a TF Green tinha serviço regular para o Aeroporto Internacional Pearson de Toronto, primeiro pela Air Jazz e, em seguida, pela Air Georgian após o 11 de setembro, ambas operando como transportadoras satélite para a Air Canada. No início da década de 1990, a Leisure Air fornecia serviços sazonais duas vezes por semana para as Bermudas. Charters como a North American Air e a Buffalo Air asseguraram o serviço regular de voos charter para os Açores de meados dos anos 80 ao início dos anos 90. A SATA International, agora conhecida por Azores Airlines, retomou recentemente o serviço sazonal para os Açores, tendo anteriormente oferecido serviço até 2010. Em 2015, o serviço foi anunciado para Frankfurt, Alemanha, pela Condor e Praia, nas ilhas de Cabo Verde , pela TACV. O serviço Condor para Frankfurt marcou a primeira rota sem escalas para a Europa continental a partir de Providence; no entanto, o vôo foi posteriormente suspenso por motivos não especificados. 6 de fevereiro de 2017, o USA Today anunciou que a Norwegian Air havia selecionado o Aeroporto TF Green de Providence como sua base para voos para a Europa. Norwegian Air Shuttle operou de Providence usando novos aviões Boeing 737 MAX para o seu serviço para cidades na Europa Ocidental, no entanto, a partir de agora o serviço foi interrompido devido ao encalhe da aeronave relacionado ao seu sistema MCAS, que está pendente de uma correção. Os anúncios oficiais foram feitos em 23 de fevereiro de 2017, com voos partindo para Belfast, Cork, Dublin, Edimburgo e Shannon. Essas rotas foram gradualmente eliminadas devido a fatores de carga insuficientes e ao aterramento do Boeing 737 MAX. O último vôo da Norwegian de Providence operou em 15 de setembro de 2019
Em 1 de outubro de 2017, a pista do TF Green 5/23 foi oficialmente aberta para uso em seu novo comprimento expandido de 2,700 m (8,700 ft). O planejamento do projeto começou na década de 1990 e as obras de expansão começaram em 2013. O projeto incluiu a construção de medidas de segurança adicionais em caso de atropelamento de aviões, remoção de postes e árvores nas proximidades para limpar as faixas de acesso e a mudança de um parque da cidade inteiro de um lado do aeroporto para o outro. As autoridades têm esperança de que a pista mais longa atraia voos sem escalas de longo alcance, como as rotas internacionais que a Norwegian Air começou a voar em 2017, bem como aumente a segurança para voos de curta distância, dando aos pilotos mais pista para usar no caso de condições meteorológicas desfavoráveis. A expansão da pista era desejada porque, como a Rhode Island Airport Corporation (RIAC) escreveu em 2001, o plano mestre concluído em 1997 falhou em prever o "tremendo crescimento" que a TF Green experimentou. O relatório identificou a falta de comprimento da pista como um obstáculo ao "alcance e diversidade do serviço", em particular enfatizando a capacidade de alcançar cidades não centrais, a costa oeste e locais internacionais. Os desafios para a TF Green na expansão da pista foram os empreendimentos residenciais e comerciais ao seu redor. Muitos moradores se opuseram à expansão.
Em 2017, o TF Green foi nomeado o aeroporto oficial do New England Patriots.

### Mudança de nome
Em fevereiro de 2018, a Rhode Island Airport Corporation (RIAC) fez uma petição formal ao legislativo estadual para alterar o nome do aeroporto para "Aeroporto Internacional de Rhode Island". A RIAC acreditava que a mudança de nome refletiria a presença de voos internacionais do aeroporto e descreveria melhor o local que serve. Um projeto de lei apresentado naquele mês, H7673A, não foi adotado.
Em 2021, a proposta revisada H6051, que mudaria o nome do aeroporto para "Aeroporto Internacional Rhode Island TF Green", foi aprovada pela Câmara dos Representantes de Rhode Island em 11 de maio. A proposta foi aprovada pelo Senado de Rhode Island no mês seguinte. Em junho de 2021, o nome do aeroporto foi oficialmente alterado.

## Instalações

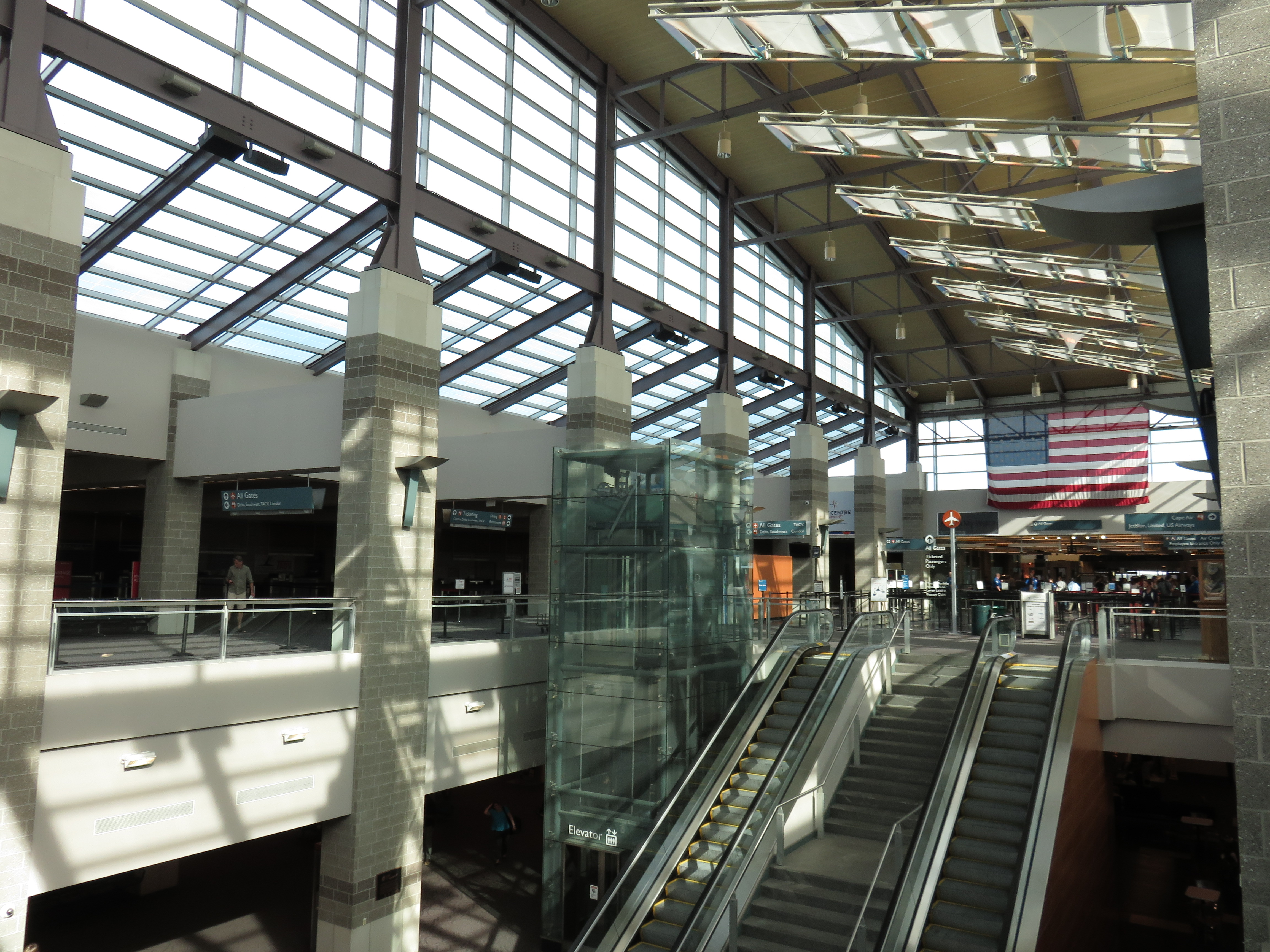
Lobby do terminal

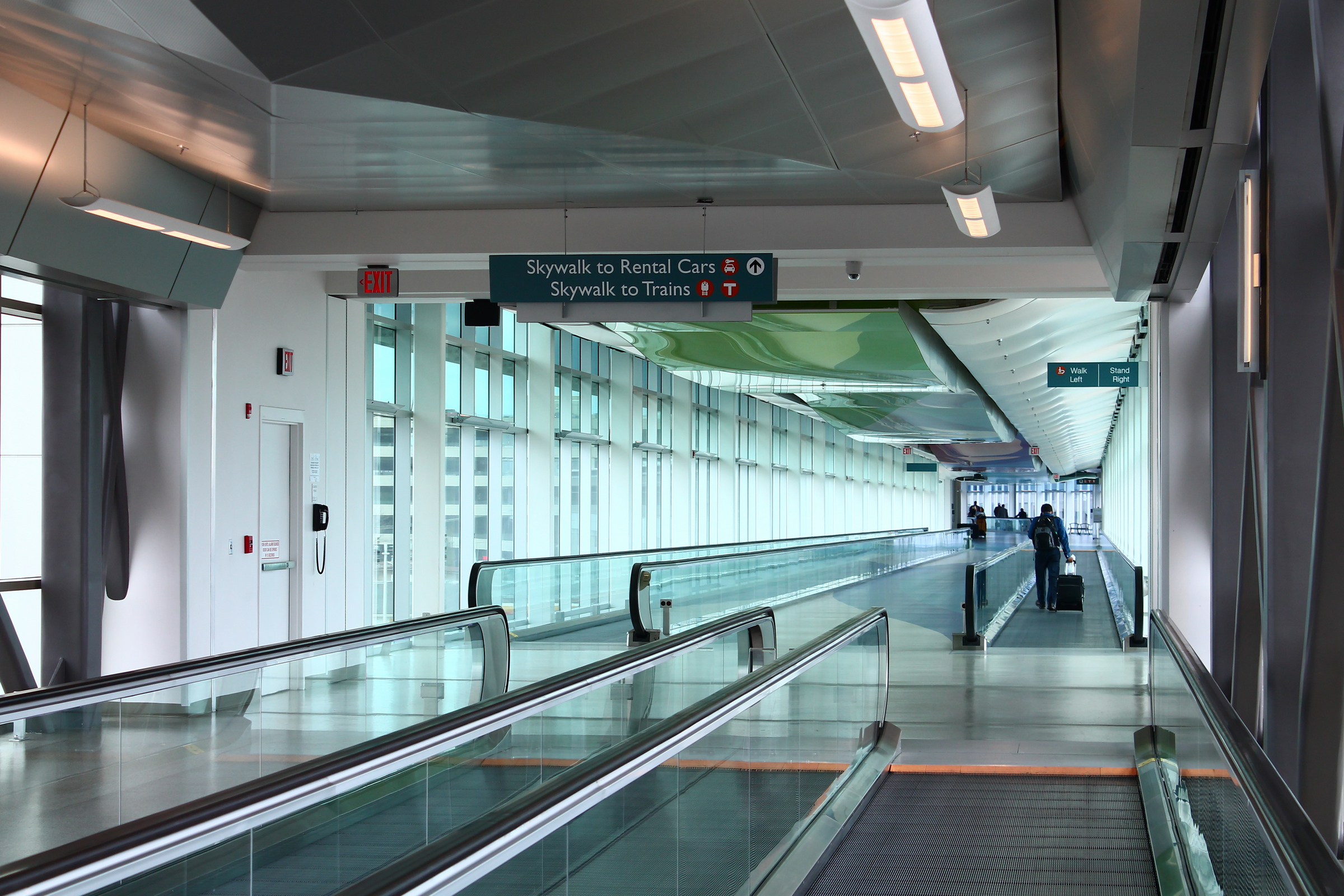
Skywalk

O terminal do aeroporto, em homenagem ao ex-governador de Rhode Island, Bruce Sundlun, tem dois saguões, norte e sul. O átrio sul tem oito portões e o átrio norte tem 14. Os portões sete e oito são projetados para chegadas internacionais e estão diretamente conectados à alfândega, que fica no nível inferior do saguão. O terminal contém várias lojas e restaurantes e uma praça de alimentação central.

### Transporte terrestre
O aeroporto está localizado diretamente ao lado do Corredor Nordeste e inclui uma estação servida pelo trem suburbano MBTA na Linha Providence/Stoughton. A estação foi construída em outubro de 2010 e inaugurada em novembro de 2011 e inclui uma passarela elevada para o terminal, uma garagem para aluguer de carros e um amplo estacionamento. Após a abertura em dezembro de 2010, a linha inicialmente operava apenas entre Providence e Boston, mas foi expandida duas vezes, primeiro para TF Green em novembro de 2011 e depois para Wickford Junction em abril de 2012. O tempo de viagem até a South Station em Boston é de cerca de 85 minutos, enquanto o tempo de viagem para Providence e Wickford Junction é de cerca de 15 minutos. Amtrak não para na estação; entretanto, uma proposta de longo prazo para redirecionar e modernizar o serviço do Corredor Nordeste da Amtrak incluiria uma parada na estação.
O Aeroporto TF Green tem acesso direto à I-95 através da TF Green Airport Connector Road, uma 1.1 mi (1.8 km) autoestrada. O aeroporto é servido pelas principais locadoras de veículos, bem como por serviços locais de táxi e limusine..
A Rhode Island Public Transit Authority (RIPTA) oferece transporte público de ônibus de e para as cidades de Providence (Kennedy Plaza no centro de Providence) e Newport.

### Melhores companhias aéreas
| Classificação | CIA aérea          | Passageiros | Compartilhado |
| ------------- | ------------------ | ----------- | ------------- |
| 1             | Southwest Airlines | 425 000     | 40,58%        |
| 2             | American Airlines  | 144 000     | 13,76%        |
| 3             | JetBlue Airways    | 111 000     | 10,58%        |
| 4             | PSA Airlines       | 79.870      | 7,63%         |
| 5             | Republic Airways   | 67 000      | 6,40%         |
| 6             | Outros             | 220 000     | 21,05%        |

Ver a consulta original do Wikidata.
| Ano  | Passageiros | Ano  | Passageiros |
| ---- | ----------- | ---- | ----------- |
| 2002 | 5 393 574   | 2012 | 3 650 737   |
| 2003 | 5 176 271   | 2013 | 3 803 586   |
| 2004 | 5 509 186   | 2014 | 3 566 769   |
| 2005 | 5 730 557   | 2015 | 3 566 105   |
| 2006 | 5 204 191   | 2016 | 3 653 029   |
| 2007 | 5 019 342   | 2017 | 3 937 947   |
| 2008 | 4 692 974   | 2018 | 4 298 345   |
| 2009 | 4 328 741   | 2019 | 3 989 925   |
| 2010 | 3 936 423   | 2020 | 1 311 597   |
| 2011 | 3 883 548   | 2021 |             |

## Acidentes e incidentes

### Incursão na pista de 1999
Em 6 de dezembro de 1999, aproximadamente às 20:35 (15:00 UTC), ocorreu uma incursão na pista envolvendo o voo 1448 da United Airlines (um Boeing 757 ) e o voo 1662 da FedEx Express (um Boeing 727 ) na pista 5R/23L. Pouco depois de pousar na Pista 5R, o United 1448 foi instruído pela torre de controle de tráfego aéreo a taxiar até o portão, parte das instruções incluindo o cruzamento da Pista 16. Devido às condições de baixa visibilidade naquela noite, os pilotos ficaram desorientados e viraram na pista errada, o que os levou de volta à pista ativa em que haviam acabado de chegar. O controlador da torre, sem saber do erro da United, autorizou a FedEx 1662 para decolagem na pista 5R. O United 1448 então confirmou com o controlador que eles deveriam cruzar a pista à sua frente (nenhuma das partes ciente de que eles de fato não estavam perto da pista 16) e a aeronave continuou se movendo em direção à pista 5R / 23L.
O United 1448, parecendo confuso, então comunicou pelo rádio que estavam perto da pista de taxiamento Kilo e, ao entrarem novamente na pista 5R / 23L, relatou que "alguém acabou de decolar" acima de sua cabeça, referindo-se ao FedEx 1662 que, de fato, tinha acabado de decolar nas proximidades para a aeronave United. No entanto, o controlador pareceu não levar isso a sério, afirmando, "você não deveria estar em qualquer lugar perto de Kilo", e aconselhou a tripulação do United 1448 a manter a posição. O United 1448 informou à torre que eles estavam agora em uma pista ativa, que eles erroneamente acreditavam ser 23R / 5L (inativa na época). Um momento depois o piloto se corrigiu, informando que estavam em 5R / 23L. A tripulação do United 1448 foi avisada novamente para aguardar, para que a aeronave permanecesse ociosa na interseção da pista ativa, enquanto o controlador liberava o MetroJet 2998 para decolagem na mesma pista. O piloto do United 1448 imediatamente interveio para insistir que o avião estava na pista ativa, o que o controlador negou, dizendo que não era uma pista ativa. Enquanto isso, o piloto do MetroJet, depois de ouvir a troca, percebeu que havia confusão sobre o paradeiro do United 1448 e recusou a autorização de decolagem, declarando: "Vamos ficar longe de todas as pistas até descobrirmos isso."
Apesar de toda essa confusão, o controlador liberou novamente o MetroJet 2998 para decolagem na Pista 5R. Eles novamente se recusaram a aceitar a autorização para decolagem até que o United 1448 fosse confirmado como tendo chegado ao portão. Assim que o United 1448 foi confirmado no portão, MetroJet 2998 finalmente partiu na pista 5R.
A tripulação da US Airways que opera o voo 2998 da MetroJet foi elogiada por um porta-voz da US Air por suas ações para evitar um desastre. Seguiu-se uma investigação do National Transportation Safety Board e, embora nenhuma falha tenha sido atribuída ao controlador, ela foi obrigada a passar por um novo treinamento antes de retornar ao serviço. Os pilotos foram informados pela United, receberam treinamento adicional e voltaram ao serviço.
Parte da confusão foi devido à incapacidade do United 1448 de identificar corretamente a pista em que estavam. Durante as trocas de rádio, United 1448 se refere a 23L/5R como 23R/5L e vice-versa. A pista 23R/5L foi fechada desde este incidente e agora é a pista de taxiamento Victor.

### Acidente CRJ de 2007
Em 16 de dezembro de 2007, o voo 3758 da Air Wisconsin (US Airways Express), um CRJ-200 chegando da Filadélfia, partiu do lado esquerdo da pista 5 após um pouso forçado por uma aproximação não estabilizada. Embora a aeronave tenha sofrido danos substanciais, nenhum dos 31 passageiros e tripulantes a bordo ficou ferido.